# 479
- Wikisource

| Calendário gregoriano                                                        | 479 CDLXXIX                     |
| Ab urbe condita                                                              | 1232                            |
| Calendário arménio                                                           | -73 – -72                       |
| Calendário bahá'í                                                            | -1365 – -1364                   |
| Calendário budista                                                           | 1023                            |
| Calendário chinês                                                            | 3175 – 3176                     |
| Calendário copta                                                             | 195 – 196                       |
| Calendário etíope                                                            | 471 – 472                       |
| Calendários hindus - Vikram Samvat - Calendário nacional indiano - Cáli Iuga | 534 – 535 400 – 401 3579 – 3580 |
| Calendário Holoceno                                                          | 10479                           |
| Calendário islâmico                                                          | 147 BH – 146 BH                 |
| Calendário judaico                                                           | 4239 – 4240                     |
| Calendário persa                                                             | 143 BP – 142 BP                 |
| Calendário rúnico                                                            | 729                             |
| Calendário solar tailandês                                                   | 1022                            |

479 (CDLXXIX, na numeração romana) foi um ano comum do século V que começou numa segunda-feira, segundo o calendário juliano.  Segundo o horóscopo chinês, foi o ano da Cabra.
| Ano completo                    |
| ------------------------------- |
| Ano comum com início ao domingo |

## Eventos
- Início da Dinastia Qi do Sul da China.

## Mortes
- Imperador Yuryaku (雄略天皇, Yūryaku-tennō)  21º Imperador do Japão, na lista tradicional de sucessão, nasceu em 417.[1]